# Goodbye to Yesterday
"Goodbye to Yesterday" é uma canção dos cantores estonianos Elina Born & Stig Rästa. Esta canção irá representar a Estónia em Viena, Áustria no Festival Eurovisão da Canção 2015, na 1ª semi-final, no dia 19 de Maio de 2015. Foi lançado em download digital na Estónia a 8 de Janeiro de 2015.
1. ↑  Mebler, Patrick (21 de fevereiro de 2015). «ESTONIA: ELINA BORN & STIG RÄSTA WINS EESTI LAUL WITH "GOODBYE TO YESTERDAY"». Wiwibloggs.com. Consultado em 21 de fevereiro de 2015
2. ↑  iTunes - Music - Goodbye To Yesterday - Single by Elina Born